# Raúl Zuazo
Raúl Rafael Zuazo Rocha (nacido en Lima, 12 de agosto de 1975) es un actor y director de teatro peruano. 

## Carrera
A los 23 años, Zuazo, trabajaba ejerciendo su profesión de ingeniero de sistemas, cuando entró a un taller de teatro como pasatiempo, donde tuvo como profesor a Carlos Acosta. Posteriormente estudió Artes escénicas en la PUCP. Empezó participando en diversos musicales  como Jesucristo Superstar, El jardín secreto, Cabaret y El musical 2010. Fuera de los musicales también actuó en obras como El hombre almohada dirigida por Juan Carlos Fisher, Antígona, El perro del hortelano, la obra para niños Escuela de payasos, entre otras.
En mayo de 2011 actuó en Casi normal, dirigido por Ricardo Morán, donde tuvo uno de los roles principales. Seguidamente, Zuazo inició su participación como "héroe" en el reality show de baile El gran show, conducido por Gisela Valcárcel. En el programa final, superó a los demás participantes en puntaje resultando ganador junto a su "soñadora" Dayana Calla, cuyo sueño fue implementar y equipar un centro de capacitación para niños abandonados de la Ciudad de Arequipa. Días después fue nombrado "Huésped ilustre" de dicha ciudad.
Durante junio–agosto de 2011, Zuazo dirigió el musical Altar Boyz, su debut como director.
Zuazo actuó en un episodio de Puertas al más allá, para el canal Discovery Channel. También participó en la reposición de la obra teatral para niños Escuela de payasos. A fines de 2011, Zuazo coprotagonizó la serie de televisión La bodeguita en el papel de Enrico.
En mayo de 2012 fue parte del equipo de producción del musical Hairspray, del director Juan Carlos Fisher. Seguidamente participó como actor en la obra de comedia musical Te odio, amor mío, bajo la dirección de Alberto Ísola.
A inicios de 2013 actuó en la miniserie Guerreros de arena. En teatro, participó en Corazón normal presentado en el Teatro La Plaza.
Zuazo fue maestro de canto en el reality-documental El coro de la cárcel de GV Producciones en 2013
En teatro, Zuazo actuó en El apagón. En 2014 dirigió Mentiras, el musical.
En el año 2024, regresa a la actuación en el papel antagónico reformado de la telenovela Nina de azúcar como Leandro Montes, el padre de Valentina Montes y exesposo de Alessandra de la Torre.

## Teatro
Lista de créditos como director o productor
- Altar Boyz (2011) Dirección, Teatro Luiggi Pirandello.
- Hairspray (2012) Dirección adjunta, Teatro Peruano Japonés.
- Mentiras, el musical (2014) Dirección.

 Lista de créditos como actor
- ¿Quieres estar conmigo? como Paul Pflucker (1998)
- Romeo y Julieta (2003) como Teobaldo.
- Metamorphosis (2003) como Baco/Erisictión/Faetón/Eros.
- Laberinto (2003) como Narrador.
- El principito (2004) como Zorro/Bebedor.
- Esperando a Picasso (2004) como Einstein.
- La corporación (2005) como Don/Yuppie/Policía/Periodista.
- El perro del hortelano (2005) como Fabio.
- Jesucristo Superstar (2006) como Anás/Apóstol/Leproso.
- Escuela de payasos (2006–2007) como Filippo.
- Antígona (2006)
- El hombre almohada (2006) como Ariel.
- El jardín secreto (2007)
- La rebelión de los chanchos (2007) como Adolfo (el cuervo).
- Don Quitoje de la Mancha, el musical (2008) como Leonero/Barbero/Burro/Hombre de la Mancha/Moro y Molino.
- Cabaret (2009) como Clifford Bradshaw.
- Escuela de payasos (2010) como Filippo.
- El musical 2010 (2010) varios roles.
- Casi normal (2011) como Dr. Madden.
- Escuela de payasos (2011) como Filippo.
- Te odio, amor mío (2012) como Oscar.
- Corazón normal (2013) como Bruce Niles.
- El apagón (2013) como Harold Gorringe.

## Filmografía
| Televisión | Televisión                   | Televisión       | Televisión                 |
| Año        | Título                       | Rol              | Notas                      |
| ---------- | ---------------------------- | ---------------- | -------------------------- |
| 2009       | Al fondo hay sitio           | César Miranda    | Actor invitado             |
| 2011       | Yo no me llamo Natacha       | Roberto          |                            |
| 2011       | Lalola                       | Matías           |                            |
| 2011       | Puertas al más allá          | Edwin            | Episodio "Niña de la Mega" |
| 2011       | El gran show                 | Concursante      | Ganador                    |
| 2011       | El gran show: reyes del show | Concursante      | 4º puesto                  |
| 2011–12    | La bodeguita                 | Enrico Vitti     | Rol coprotagónico          |
| 2012       | Yo soy                       | Juez invitado    | Etapa casting              |
| 2013       | Solamente milagros           | Mariano          | 1 episodio                 |
| 2013       | Guerreros de arena           | Director teatral |                            |
| 2013       | El coro de la cárcel         | Él mismo         | Profesor de canto          |
| 2024–25    | Nina de azúcar               | Leandro Montes   | Rol antagónico reformado   |

## Premios y nominaciones
| Año  | Premio                       | Categoría                  | Trabajo   | Resultado |
| ---- | ---------------------------- | -------------------------- | --------- | --------- |
| 2013 | Premios Luces de El Comercio | Actor de reparto de teatro | El apagón | Ganador   |